# Plateau van Linthout
Het plateau van Linthout of Linthoutplateau is een plateau in het Brussels Hoofdstedelijk Gewest in de Belgische gemeentes Brussel, Etterbeek en Schaarbeek. Het plateau vormt de scheidingslijn tussen de stroombekkens van de Maalbeek in het westen en de Woluwe in het oosten.
Op het plateau liggen onder andere:
- Jubelpark[3]
- Nationale Schietbaan[1]
- Plaskywijk[1]
- Reyers-Meiserwijk[1]

## Geschiedenis
In 1833 kapte men het bos op het plateau, dat van oorsprong deel was van het Zoniënwoud.
Voor de 19e eeuw was het gebied van het plateau een landelijk gebied zonder stedelijke bebouwing.
In 1845 stelde men voor om over de Maalbeekvallei een brug van zeven bogen en 350 meter lang te bouwen in het verlengde van de Wetstraat. Aan de overzijde van de brug zou een plein worden aangelegd met twee vertakkingen. De tak naar het zuidoosten (de Oudergemlaan) zou uitkomen op de Waversesteenweg. De tak naar het noordoosten (de Kortenberglaan) zou dan uitkomen op de Leuvensesteenweg. In 1847 kwam er een crisis en er werd het voorstel in 1852 herzien: de brug kreeg maar één boog en de rest zou worden opgehoogd. Op 8 mei 1952 werd per collegiaal besluit dit plan goedgekeurd.
Ook werd er in 1852 voor gekozen om een nieuw exercitieplein aan te leggen, omdat de stad verplicht was er een te hebben voor het garnizoen, en hiervoor koos men de locatie ten oosten van het plein ten oosten van de brug over de Maalbeek (de site van het latere Jubelpark).
In 1853 werd het westelijke deel van het plateau geannexeerd door de stad Brussel en bouwde men hier in de tweede helft van de 19e eeuw met de oostelijke uitbreiding van Brussel de Noordoostwijk.
In 1876 verliet het garnizoen het terrein van het Jubelpark (en gebruikte toen de locatie van de latere Campus Etterbeek/La Plaine) en in 1877 werd een voorstel ingediend om hier in 1880 een nationale tentoonstelling te organiseren ter ere van 50 jaar onafhankelijkheid van België. Als onderdeel van dit project werd de Triomfboog van het Jubelpark gebouwd, met aan weerszijden twee paviljoenen.
In 1888 organiseerde men in het Jubelpark de Grote Internationale Wedstrijd voor Wetenschap en Nijverheid.
In 1889 werd op het plateau de Nationale Schietbaan aangelegd.
In 1897 organiseerde men in het Jubelpark de Wereldtentoonstelling van 1897.